# Nil Montserrat
Nil Montserrat   (Barcelona, 8 de desembre de 1988) és un pilot d'automobilisme català de Fórmula 3, que va començar guanyant el Campionat e Karting de Lliçà de Vall. Actualment és pilot oficial de RACC, participa en el Programa de Promoció de Joves Pilots d'Automobilisme de la Generalitat de Catalunya i condueix un Dallara F300 mantingut per l'equip GTA Motor Competició.

## Palmarès
- Campionat de karts de Lliçà de Vall - Campió
- Campionat de Catalunya de Kàrting - 2a posició
- Campionat d'Espanya de Kàrting - Campió
- Campionat Yamaha de Karting - 4a posició
- Campionat d'Espanya de Fórmula Júnior - 3a posició
- Campionat d'Espanya de Fórmula Júnior - 4a posició
- Campió de Catalunya de Resistència de Karting Cadet, 1999
- Subcampió d'Espanya de Karting Cadet, 2000
- Subcampió de Catalunya de Fórmula Lliure, 2004
- Campionat d'Espanya de Fórmula 3 (Clase B) 2005, 3a posició (9è absolut).